# The Irish Connection
The Irish Connection è il quarto album in studio da solista del cantante irlandese Brian McFadden, pubblicato nel 2013. Si tratta di un disco di cover.

## Tracce
1. Black Is the Colour (featuring Sinéad O'Connor) – 3:33
2. All I Want Is You (featuring Ronan Keating) – 3:53
3. Nine Crimes – 2:51
4. Dreams – 3:44
5. Crazy World (featuring Christy Dignam) – 4:40
6. No Frontiers – 4:28
7. Only Time – 2:54
8. Chocolate – 3:11
9. Moondance – 3:35
10. Nothing Compares to You – 4:19